# Марч Меса, Насария Игнасия
Святая Наса́рия Игна́сия Марч Ме́са (исп. Nazaria Ignacia March Mesa, 10 января 1889[…], Мадрид — 6 июля 1943[…], Буэнос-Айрес), в монашестве Насария Свято́й Тере́зы (исп. Nazaria de Santa Teresa) — испанская католическая монахиня. Иммигрировала из Испании в Мексику, долго жила в Боливии, где основала религиозную конгрегацию «Миссионерки крестового похода», а затем переехала в Аргентину, где позже умерла.

## Биография
Родилась 10 января 1889 года в Мадриде; четвертая из десяти детей Хосе Алехандро Марча Реуса (род. 1850) и Насарии де Меса Рамос де Перальта (род. 1853). Приняла Первое Причастие в 1898 году в местной приходской церкви Святого Иосифа и услышала голос Иисуса Христа: «Ты — Насария — следуй за Мною». Её родители не были довольны желанием дочери стать монахиней и запретили ей совершать таинства.
Меса училась в Севилье, где её образование курировали августинцы; в это время она проживала с бабушкой по материнской линии. Вернулась домой в сентябре 1901 года и в следующем году получила Конфирмацию от блаженного Марсело Спинола-и-Маэстре, архиепископа Севильи. Бабушка одобрила желание девочки вступить в орден францисканцев-терциариев, и в результате её родителям пришлось смириться выбор дочери.
В конце 1904 года семья переехала в Мексику из-за тяжёлых экономических условий в родной Испании. В июле 1908 года Меса присоединилась к ордену «Младшие сёстры покинутых пожилых людей», после чего её отправили в Оруро в Боливии. Вскоре она на несколько лет вернулась в Испанию, чтобы пройти новициат в Паленсии; получила монашеский хабит в декабре 1909 года и взяла имя Насария Святой Терезы. Меса вернулась в Оруро с девятью другими монахинями в декабре 1912 года и она ухаживала там за старыми и больными вплоть до 1920 года. Она принесла монашеские обеты 1 января 1915 года.
В июне 1924 года в Оруро Меса познакомилась с Филиппо Кортези, который рассказал ей о своём желание основать религиозную общину, посвящённую рехристианизации мира. В июне следующего года она покинула свой орден, чтобы основать новую религиозную конгрегацию. 12 декабря 1926 года Меса (вместе с десятью боливийками и при поддержке своего друга Кортези) основала конгрегацию «Миссионерки крестового похода». Орден получил одобрение епархии в 1927 году, похвалу от папы Пия XI в 1935 году и официальное одобрение от папы Пия XII в 1947 году уже после смерти Месы.
Меса отправилась в паломничество в Рим, где в 1934 году получила частную аудиенцию у папу Пия XI. Она сказала папе, что хочет умереть за церковь, на что Пий XI ей ответил: «Не умирай, но живи и работай для церкви». Она приехала в родной Мадрид в 1935 году, где открыла обитель своей конгрегации, но уехала из-за опасной и антирелигиозной гражданской войны в Испании.
В 1938 году Меса перебралась в Буэнос-Айрес в Аргентине. В мае 1943 года она заболела пневмонией и была госпитализирована в больницу Ривадавии; в течение следующих двух месяцев её состояние только ухудшилось, и она умерла 6 июля 1943 года от кровохарканья.
Её останки были перенесены в Оруро в июне 1972 года. «Миссионерки крестового похода» действует в таких странах, как Португалия и Экваториальная Гвинея; по состоянию на 2005 год конгрегация насчитывала 415 членов в 79 обителях.

## Почитание

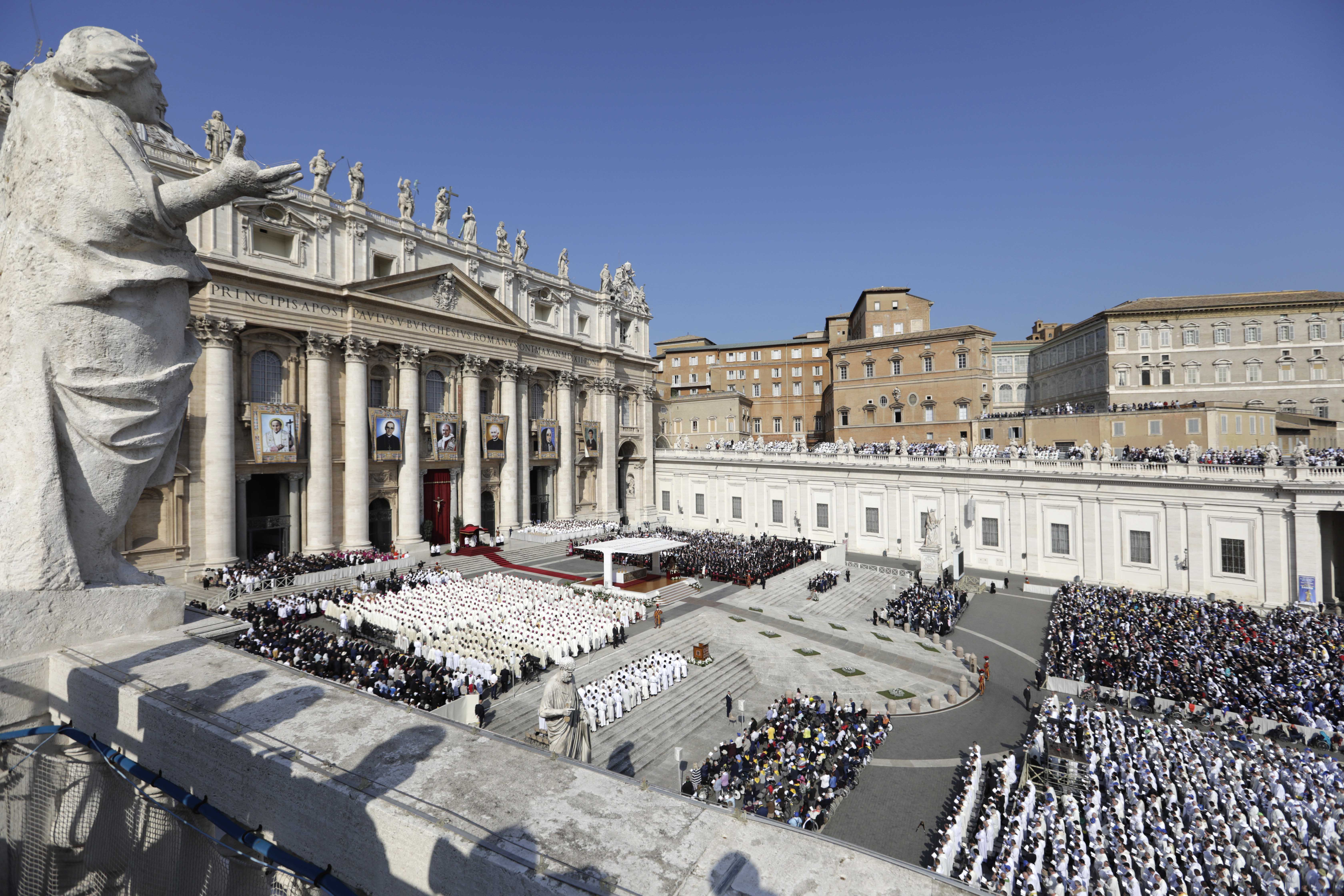
Церемония канонизации Месы, 14 октября 2018 года.

Папа Иоанн Павел II объявил Месу досточтимой 1 сентября 1988 года, а уже четыре года спустя, 27 сентября 1992 года, причислил её к лику блаженных после подтверждения чуда, необходимого для беатификации. Папа Франциск причислил её к лику святых на мессе на площади Святого Петра 14 октября 2018 года.
День памяти — 6 июля.